# U-590
Unterseeboot 590 foi um submarino alemão do Tipo VIIC, pertencente a Kriegsmarine que atuou durante a Segunda Guerra Mundial.
O U-590 esteve em operação entre os anos de 1941 d 1943, realizando neste período 5 patrulhas de guerra, nas quais afundou 1 navio aliado num total de 5,228 GRT e danificou outro num total de 5,464 GRT.
Foi afundado  no dia 9 de julho de 1943 por cargas de profundidade lançadas por uma aeronave Catalina (VP-94/P-1), causando a morte de todos os 45 tripulantes.

## Comandantes
| Comandante              | Data                                      |
| ----------------------- | ----------------------------------------- |
| Heinrich Müller-Edzards | 2 de outubro de 1941 - 7 de junho de 1943 |
| Oblt. Werner Krüer      | 8 de junho de 1943 - 9 de julho de 1943   |

## Subordinação
Durante o seu tempo de serviço, esteve subordinado às seguintes flotilhas:
| Período                                   | Flotilha                                  |
| ----------------------------------------- | ----------------------------------------- |
| 2 de outubro de 1941 - 1 de abril de 1942 | 6. Unterseebootsflottille (treinamento)   |
| 1 de abril de 1942 - 9 de julho de 1943   | 6. Unterseebootsflottille (serviço ativo) |

## Operações conjuntas de ataque
O U-590 participou das seguinte operações de ataque combinado durante a sua carreira:
- Rudeltaktik Hecht (8 de maio de 1942 - 18 de junho de 1942)
- Rudeltaktik Blücher (14 de agosto de 1942 - 20 de agosto de 1942)
- Rudeltaktik Iltis (6 de setembro de 1942 - 23 de setembro de 1942)
- Rudeltaktik Neuland (8 de março de 1943 - 13 de março de 1943)
- Rudeltaktik Dränger (14 de março de 1943 - 20 de março de 1943)
- Rudeltaktik Seewolf (21 de março de 1943 - 30 de março de 1943)

## Coordenadas
1. ↑  em posição 3° 22' N 48° 38' O